# Charles Baïhaut

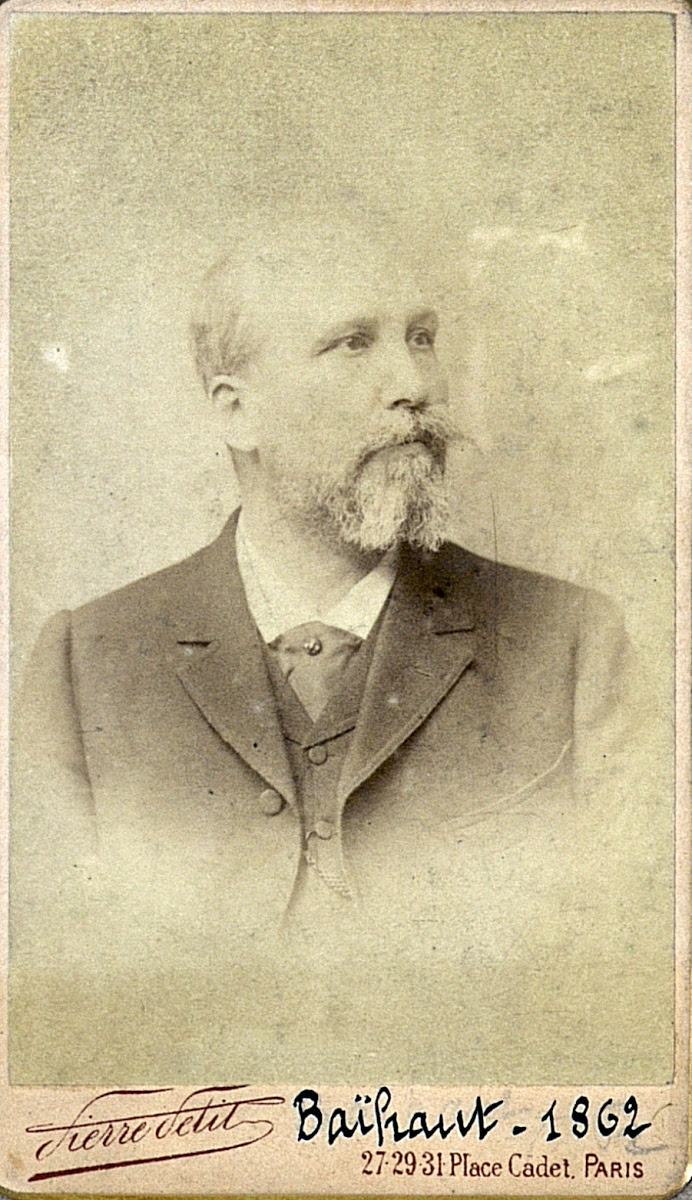
Charles Baïhaut – Photographie Pierre Petit

Charles Baïhaut (* 2. April 1843 in Paris; † 22. März 1917 in Paris) war ein französischer Politiker der Dritten Republik, der in den Panamaskandal verwickelt war.

## Leben
Charles Baïhaut, Sohn von Jean Richard Baïhaut und Pauline Elisabeth Mélanie Sabatault, war Schüler am Lycée von Versailles und anschließend an der École polytechnique. Anschließend arbeitete er als Bergbauingenieur. Im Jahr 1873 heiratete er Marie Detroyes (1849–1883), mit der er zwei Töchter hatte: Jeanne (1874–1894) und Andrée (1877–1967). In zweiter Ehe heiratete er 1888 Anne Berthe Marie Louise Tessié du Motay, die Tochter des Chemikers Cyprien Tessié du Motay.

## Politische Laufbahn
Als Républicain modéré war Charles Baïhaut von 1877 bis 1893 Abgeordneter des Départements Haute-Saône. Als Mitglied der Ausschüsse für Zoll, Eisenbahn und Haushalt legte er der Abgeordnetenkammer zahlreiche Berichte vor, insbesondere über die Eisenbahn und den Bergbau. Außerdem übernahm er die politische Leitung der Zeitung L’Avenir de la Haute-Saône.
Von 1882 bis 1885 war er in den Kabinetten Duclerc, Fallières und Ferry Unterstaatssekretär für öffentliche Arbeiten. Im Kabinett Freycinet II war er Minister für öffentliche Arbeiten.
Im März 1892 sandten ihn die Wähler des Wahlkreises Champagney erneut in den Generalrat des Départements Haute-Saône, dem er bereits von 1877 bis 1889 angehört hatte. Seine politische Karriere endete im darauffolgenden Jahr infolge des Panamaskandals.

## Panamaskandal
Im Juni 1886, als er Minister für öffentliche Arbeiten war, nahm Charles Baïhaut 375.000 Francs von einem Prokuristen der Crédit Lyonnais namens Blondin an, um einen Entwurf einzureichen, der die Panamakanal-Gesellschaft zur Ausgabe von Losanleihen ermächtigte. Im Zuge der Enthüllungen des Abgeordneten Numa Gilly über einige seiner Kollegen stellte eine konservative Zeitung aus Vesoul, Le Réveil de la Haute-Saône, ab Herbst 1888 die Redlichkeit Baïhauts in Frage. Der ehemalige Minister klagte wegen Verleumdung, was zu einer Verurteilung des Chefredakteurs des Réveil, Armand Mariotte, sowie des Geschäftsführers der Zeitung am 15. Februar 1889 führte. Am 21. November 1892 erklärte Baïhaut in der Abgeordnetenkammer, er gehöre „zu denen, die ihre Ehre zu verteidigen wussten“. Doch die Aussagen von Charles de Lesseps und Blondin kompromittierten ihn.
Charles Baïhaut wurde am 9. Januar 1893 verhaftet und trat wenige Tage später, am 17. Januar, von seinen politischen Ämtern zurück. Zusammen mit seinen Parlamentskollegen Emmanuel Arène, Maurice Rouvier, François Thévenet und Jules Roche wurde er im März 1893 wegen Korruption am Cour d’Assises des Départements Seine angeklagt.

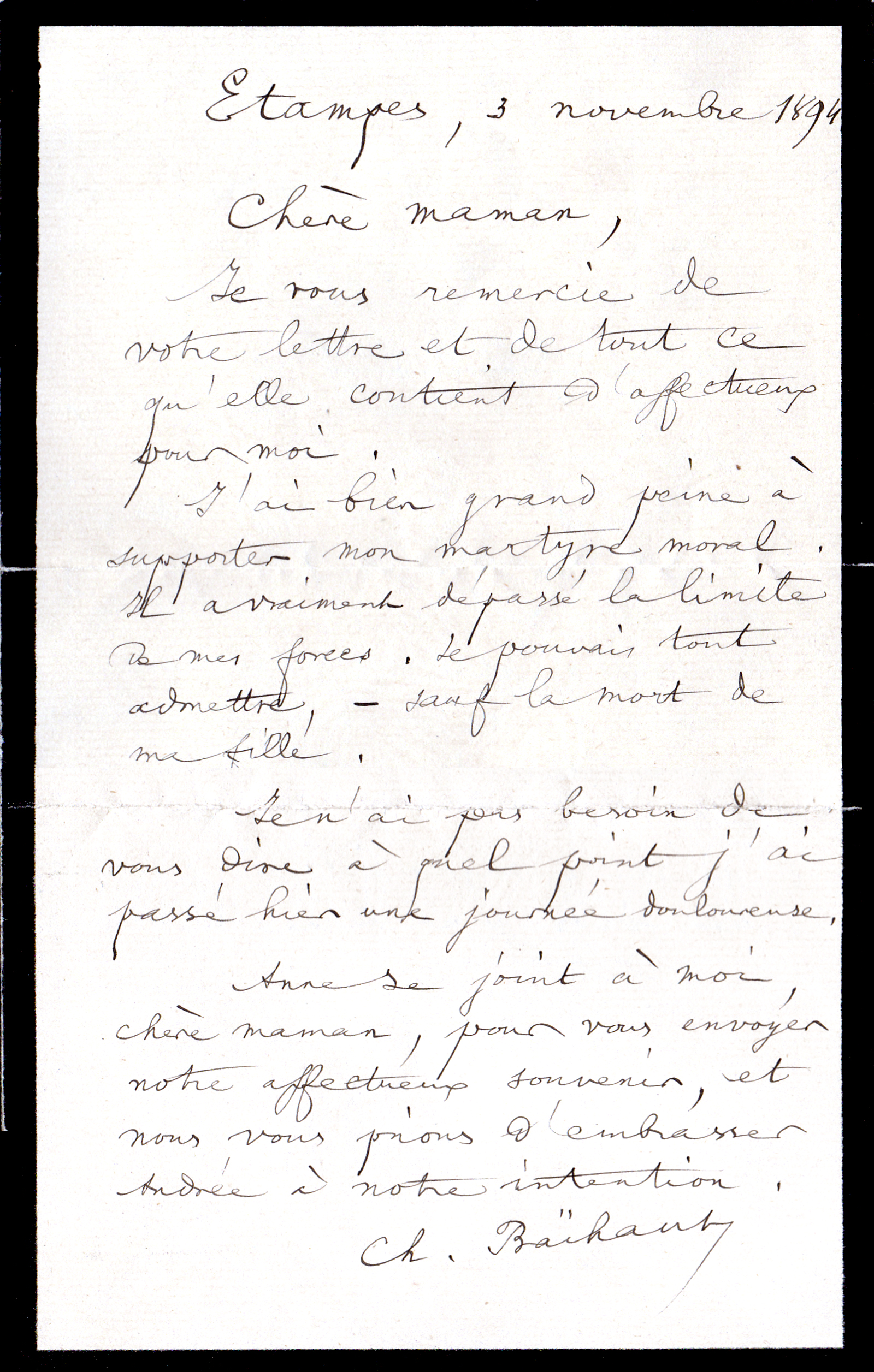
Brief Charles Baïhauts an Mme Detroyes aus dem Gefängnis Étampes

Im Gegensatz zu seinen Kollegen gestand Charles Baïhaut seine Schuld. Vor dem Schwurgericht gab er folgende Erklärung ab:

« Ich kann nicht verstehen, wie ich versagt habe. Fünfzehn Jahre lang habe ich Frankreich und der Republik treu gedient. Ein einziges Mal, in einem Anfall von Wahnsinn, durch ein unerklärliches Vergessen meiner Vergangenheit, der Gefühle der Ehre, der Zukunft, die mich erwartete, der Menschen, die mir lieb und teuer sind, bin ich in die Vergessenheit meiner Pflicht geraten. Ich bitte mein Land, die Republik, um Verzeihung, wenn ihr guter Ruf durch individuelles Versagen gefährdet werden könnte. »

Dieses Geständnis brachte ihm keine mildernden Umstände ein und Charles Baïhaut wurde zur Höchststrafe verurteilt: fünf Jahre Haft, staatsbürgerliche Degradierung, 750.000 Francs Geldstrafe und 375.000 Francs Entschädigung. Er war der einzige, der verurteilt wurde, während die anderen Angeklagten in den Genuss einer Einstellung des Verfahrens kamen. Er ersuchte Sadi Carnot vergeblich um die Begnadigung durch den Präsidenten.
Während de Lesseps und Blondin freigelassen wurden, bedurfte es der Interventionen von Journalisten und Petitionen von Wählern aus der Haute-Saône, damit Charles Baïhaut nach einer Eingabe, die am 18. Februar 1896 auf Initiative des Generalrats Charles Couyba an den Präsidenten der Republik gerichtet und von den vier Abgeordneten und drei Senatoren der Haute-Saône unterzeichnet wurde, und einer Demarche von Léon Bourgeois, damit Baïhaut am 30. März 1896 freigelassen wurde.
Am 11. Dezember 1896 wurde er erneut verhaftet, weil er Schulden bei der Staatskasse und der Panama-Kompanie hatte. Er wurde wegen Nötigung sechs Monate lang inhaftiert.
Charles Baïhaut verbrachte vier Jahre im Gefängnis von Étampes. Zuvor war er ein einflussreicher und wohlhabender Mann gewesen, doch nun verließ er das Gefängnis ruiniert und seiner Bürgerrechte verlustig. Er beschrieb seine Situation im Gefängnis Tag für Tag in den Impressions cellulaires, die er im November 1897 veröffentlichen ließ. Ihm wurde sogar die Teilnahme an der Beerdigung seiner ältesten Tochter verweigert, die im Januar 1894 gestorben war.
In seinen Impressions cellulaires beklagte sich Baïhaut darüber, dass er „dieser Hansel, dieser Räudige, von dem das ganze Übel ausging, gewesen sei“. Der Historiker Jean Garrigues vertritt die Ansicht, dass er in der Panama-Affäre tatsächlich als Sündenbock gedient hatte.

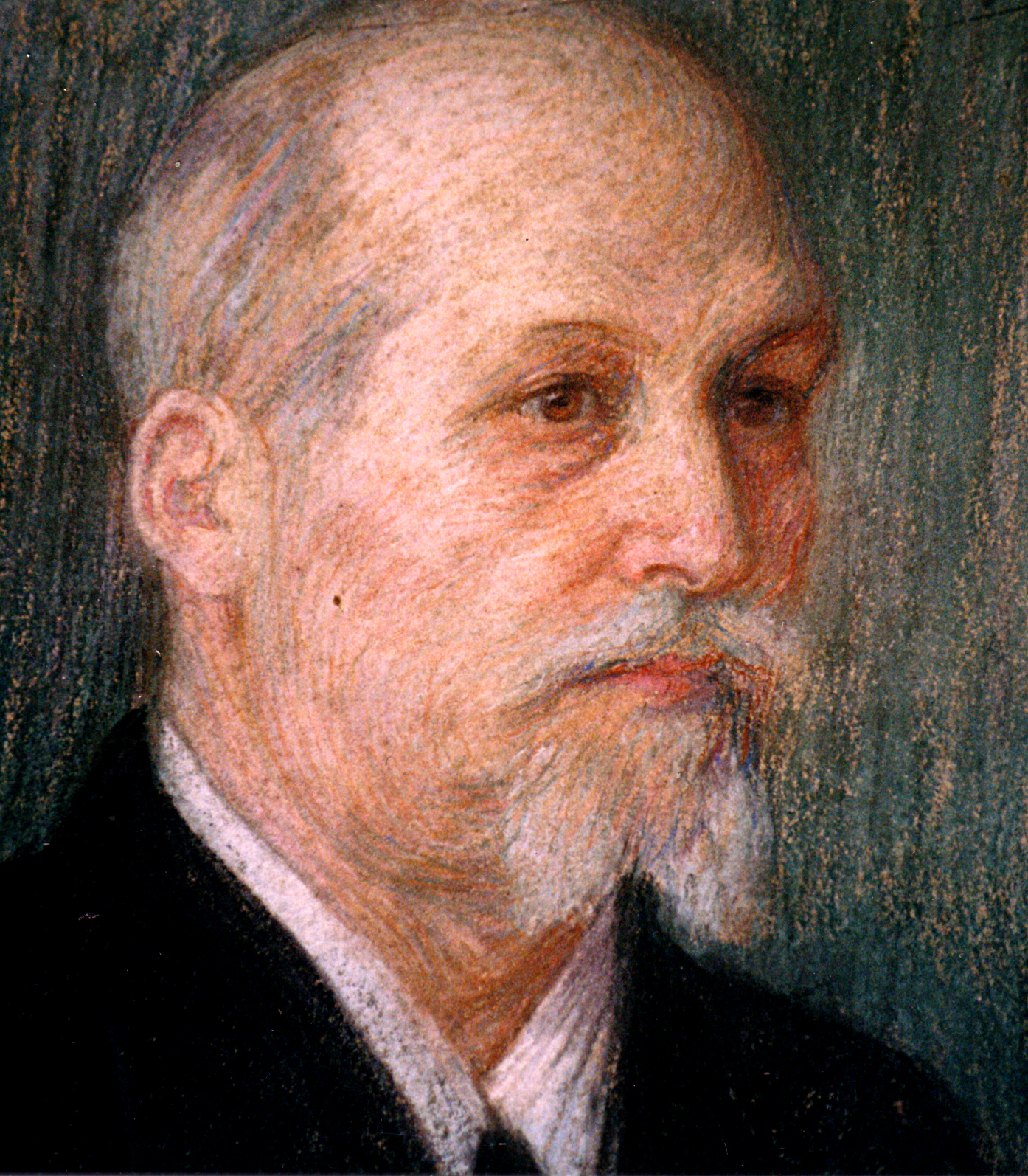
Baïhaut im Alter

Vom Pariser Gericht im Juni 1905 rehabilitiert, aber ruiniert, widmete sich Charles Baïhaut bis zu seinem Lebensende der Veröffentlichung von Gedichten und Romanen.

## Werke
- La République, c’est la paix (Belfort, 1875)
- Les Élections des sénateurs (Belfort, 1875)
- Lettre de M. Baïhaut à ses concitoyens (1876)
- La France vers la République (Belfort, 1877)
- La République, c’est la lumière (Belfort, 1879)
- La République vivra (Belfort, 1879)
- L’Ancien Régime (1880)
- La Question des chemins de fer (1882)
- Poésies (unter dem Namen Charles de Pomoy, 1885, Druck Jouaust et Sigaux)
- Lettre de M. Baïhaut, député, ancien ministre des Travaux publics, aux ouvriers mineurs des houillères du bassin de Ronchamp et Champagny (Belfort, 1889)
- Impressions cellulaires (1897, Flammarion)
- L’Amoureuse Foi (1898, Roman, Flammarion)
- La Vie anxieuse, vol. I, Chair à misère (1898, Roman, Flammarion)
- La Vie anxieuse, vol. II, Fini de rire (1898, Roman, Flammarion)
- L’Idée suprême de Galerius Kopf (1899, Roman, Flammarion)

## Sonstiges
Maurice Barrès ließ sich von Baïhauts Schicksal zu einem Stück mit dem Titel Ein parlamentarischer Tag (Une journée parlementaire, 1894) inspirieren.